# Ami Ōtaki
Ami Ōtaki (jap. 大滝 麻未, Ōtaki Ami; * 28. Juli 1989 in Hiratsuka) ist eine japanische Fußballspielerin.

## Karriere

### Verein
Ōtaki spielte in der Jugend für die Waseda-Universität. Sie begann ihre Karriere bei Olympique Lyon, wo sie von 2012 bis 2013 spielte. Sie trug 2011/12 zum Gewinn der UEFA Women’s Champions League bei. 2013 folgte dann der Wechsel zu Urawa Reds. Sie trug 2014 zum Gewinn der Nihon Joshi Soccer League bei. Danach spielte sie bei En Avant de Guingamp, Paris FC  und Nippatsu Yokohama FC Seagulls.

### Nationalmannschaft
Ōtaki absolvierte ihr erstes Länderspiel für die japanischen Nationalmannschaft am 20. Juni 2012 gegen Schweden. Insgesamt bestritt sie drei Länderspiele für Japan.

## Errungene Titel

### Mit Vereinen
- UEFA Women’s Champions League: 2011/12
- Division 1 Féminine: 2011/12, 2012/13
- Nihon Joshi Soccer League: 2014